# 인창도서관
인창도서관은 경기도 구리시 소재의 도서관이다.

## 연혁
- 2003년 8월 30일 개관.

## 이용 안내
이용 시간
휴관일
- 정기휴관일: 매월 둘째, 넷째 월요일. 개관기념일(8월 30일).
- 국경일 및 정부에서 지정하는 공휴일
- 임시휴관일: 도서관의 장서점검 및 도서정리, 시설의 수리ㆍ정리등 기타 도서관장이 필요하다고 인정할 때